# Паламар-Мордвинцева Галина Михайлівна
Галина Михайлівна Паламар — Мордвинцева (11 серпня 1924, с. Березна Володарський район Київська область — 24 жовтня 2017, м. Київ — український вчений-альголог, доктор біологічних наук, в минулому головний науковий співробітник відділу фікології Інституту ботаніки імені М. Г. Холодного НАН України. Присвятила близько 70 років життя ботанічній науці: фікології, екології, хорології, практичним аспектам використання водоростей, а також питанням біорізноманіття і теоретичної десмідіології. За період науково-педагогічної діяльності Г. М. Паламар-Мордвинцева підготувала 5 кандидатів та 2 докторів наук з України, Казахстану і Таджикистану, які працюють нині в наукових центрах різних країн.

## Біографія
Галина Михайлівна Паламар народилася у 1924 році в с. Березна Володарського р-ну Київської області у родині службовця. Роки дитинства та юності припали на складний період часу. Коли вона пішла до першого класу — в Україні лютував голод, коли закінчила школу — розпочалася Велика Вітчизняна війна. До трудової діяльності Галина Михайлівна залучилась з 17-річного віку — вчителем початкових класів у Волгоградській області (Росія) під час евакуації в період війни. Потім були курси медсестер для санітарних поїздів, робота вихователем і вчителем у дитячому будинку, а після повернення до рідної домівки — інструктором у Володарському райкомі комсомолу, брала участь у відновленні народного господарства Київщини, за що була нагороджена медаллю.
Велике бажання вчитися та прагнення до пізнання особливостей природи привело Галину Михайлівну до біологічного факультету Київського державного університету імені Т. Г. Шевченка. Під час навчання вона проявила інтерес до наукової роботи, працюючи за сумісництвом лаборантом в Інституті ботаніки імені М. Г. Холодного під керівництвом засновника київської альгологічної школи академіка АН УРСР О. В. Топачевського. Професійну підготовку після закінчення університету у 1949 р. Галина Михайлівна продовжила в аспірантурі при цій же установі (1949—1952) під керівництвом академіка АН УРСР Д. К. Зерова, де підготувала кандидатську дисертацію «Водорості боліт Західного Полісся, їх екологія і значення для типології боліт», яку захистила в 1953 році. Шлях у науку був тернистим, але Галина Михайлівна з успіхом переборювала труднощі.
Після закінчення аспірантури працювала старшим викладачем, потім доцентом кафедри ботаніки Кременецького (1952—1953) та Херсонського (1953—1959) педагогічних інститутів, де викладала курси морфології і анатомії, а також географії та екології рослин.
Наукову діяльність Г. М. Паламар-Мордвинцева продовжила в Інституті ботаніки з 1960 року. Спрямованість її робіт визначалася розробкою ефективних способів культивування одноклітинних водоростей і методів доочистки за їх допомогою стічних вод деяких промислових підприємств, а також вивченням різноманіття десмідіальних водоростей України і розробкою теоретичних проблем десмідіології. Як керівник групи, Г. М. Паламар-Мордвинцева, проводила вивчення життєвих циклів і морфологічної мінливості деяких зелених водоростей, а також визначення оптимальних умов їх продуктивності за лабораторних та природних умов. Крім того, вона провела дослідження продуктивності різних видів зелених одноклітинних водоростей, а також розробила та науково обґрунтувала метод доочистки стічних вод підприємств з виробництва хімічних волокон за допомогою одноклітинних водоростей. Встановлений зв'язок між розвитком водоростей і якістю води з використанням математичних методів, а також виявлені основні чинники, що визначають розвиток водоростей за умов забруднення.
За отриманими результатами за 30-річний період альгологічних досліджень Г. М. Паламар-Мордвинцева у 1979 році захистила докторську дисертацію «Десмідієві водорості Української РСР (морфологія, систематика, філогенія, шляхи еволюції і географічне поширення)», матеріали якої покладені в основу однойменної монографії, опублікованої у 1982 році.

## Наукові здобутки
Галина Михайлівна є всесвітньо визнаним фахівцем у галузі хорології, систематики, морфології і філогенії десмідіальних та харових водоростей (порядки зелених водоростей). У її роботах використані порівняльно-морфологічні, географічні і математичні методи пізнання, проведені планомірні флористичні дослідження десмідіальних водоростей України, розроблена низка найважливіших питань морфолого-систематичного напрямку сучасної десмідіології, філогенії, еволюції і класифікації цих організмів, вивчені різні форми індивідуальної і групової мінливості десмідієвих, дана їх класифікація і критична оцінка, обговорена проблема виду і видоутворення у досліджуваної групи водоростей.
Все це дозволило Г. М. Паламар-Мордвинцевій узагальнити відомості щодо десмідіальних водоростей України і встановити їх філогенетичні зв'язки та походження, висвітлити результати систематичного і ботаніко-географічного аналізу флори цієї групи нашої країни та встановити її особливості, а також основні закономірності розподілу видового різноманіття на цій території. Галина Михайлівна запропонувала нову оригінальну схему основних напрямків еволюції десмідіальних водоростей і проаналізувала основні форми прояву мінливості в природних популяціях та зв'язані з цим питання систематики зазначеної групи та обсягу виду.
Вперше в десмідіології досліджені основні форми мінливості видів цієї групи у природі, що привнесло ясність в уявлення про тип організації виду і внутрішньовидову диференціацію у десмідіальних водоростей.
За результатами проведених робіт описані 4 нові роди, 7 видів, 12 внутрішньовидових таксонів і запропоновано більш як 100 нових таксономічних комбінацій. При цьому, уперше для України виявлено 100 видів, представлених 131 видовим і внутрішньовидовим таксоном (вн. такс.) десмідіальних водоростей, і складено конспект флори десмідіальних країни, який нараховує 592 види (970 вн. такс.).
Г. М. Паламар-Мордвинцева разом з розробкою питань десмідіології, приділила також значну увагу вивченню різноманіття харових водоростей України і підготувала спільно з проф. М. М. Голлербахом окремий випуск «Визначника прісноводних водоростей Української РСР. Вип. IX. Харові водорості» (1991).

## Публікації
Г. М. Паламар-Мордвинцева є автором понад 160 наукових публікацій (17 монографічних робіт) і, зокрема, 3 випусків «Визначник прісноводних водоростей Української РСР» (1984, 1986, 1991), монографії «Десмидиевые водоросли Украинской ССР…» (1982) і «Определитель пресноводных водорослей СССР. Зеленые водоросли. Десмидиевые (2)» (1982), а також окремого випуску серії «Флора водорослей континентальных водоемов Украины. Десмидиевые водоросли. Вып. 1, ч. 1» (2003) і «Флора водоростей континентальних водойм України. Десмідієві водорості. Вип. 1, ч. 2» (2005) та самостійного випуску нової серії «Флора водоростей України. Том. 12. Стрептофітові водорості» (2009, за співавторства). За її участі та серед робіт останніх років — співавторство у встановленні особливостей біогеографії водоростей України й визначенні основних завдань фікологів із розвитку біогеографічних досліджень та узагальнення щодо вивчення різноманіття водоростей України, а також методична розробка "Теоретичні основи та рекомендації до написання «Флори водоростей України» (2012). Значну увагу приділила ювілярка розробці альгофлористичного районування України (2011—2013 рр.), зокрема, у 2013 р. завершено його формування на рівні району (за флорами десмідіальних та зелених кокоїдних водоростей).

## Джерело
- Визначник прісноводних водоростей Української РСР
- Галина Михайлівна Паламар–Мордвинцева: до 90–річчя від дня народження та 65–річчя наукової діяльності / відп. ред. П. М. Царенко. — К., 2014.

| Володимир Вернадський | Це незавершена стаття про українську науковицю. Ви можете допомогти проєкту, виправивши або дописавши її. |